# Płachecki IV

rekonstrukcja herbu - wariant 1

rekonstrukcja herbu - wariant 2

Płachecki IV (Peta-Płachecki, Strzelęciński, Strzeletyński, Peta, Pęta, Pięta) – kaszubski herb szlachecki, znany z jedynej pieczęci.

## Opis herbu
Herb znany wyłącznie ze zdawkowych opisów, na podstawie których stworzono dwie poniższe rekonstrukcje. Opisy z wykorzystaniem klasycznych zasad blazonowania:
Wariant 1: W polu półksiężyc z dwiema gwiazdami w słup pomiędzy rogami. Klejnot - nad hełmem w koronie lew wspięty. Labry. Barwy nieznane.
Wariant 2: W polu półksiężyc z dwiema gwiazdami na każdym rogu. Klejnot - nad hełmem w koronie pół lwa wspiętego. Labry. Barwy nieznane.

## Najwcześniejsze wzmianki
Obie rekonstrukcje powstały na podstawie zdawkowego opisu z wywodu szlachectwa Tomasza Płacheckiego v. Peta-Strzeletyńskiego z roku 1641. Opis brzmiał dwie gwieździe, pół miesiąca i lew w hełmie.

## Herbowni
Płachecki, Peta-Płachecki, Strzelęciński, Strzeletyński, Peta, Pęta, być może też Pięta. 
Rodzina Płacheckich była głównie notowana z herbem Haubicki vel Płachecki. O ile herb opisany w wywodzie Tomasza Płacheckiego nie jest mistyfikacją, możliwe że należał on do innej rodziny o tym samym nazwisku, noszącej dodatkowe nazwisko Strzeletyński. Rodzina ta mogła pochodzić z rodu Piętów, którzy posługiwali się herbem Leliwa lub podobnym.